# Морський крайт
Морський крайт (Laticauda) — рід отруйних змій родини Аспідові. Має 6 видів. Інша назва «пласкохвіст».

## Етимологія
лат. latus — «широкий», лат. cauda — «хвіст».

## Опис
Загальна довжина представників цього роду коливається від 1 до 3,6 м при товщині в 7—8 см. Голова вузька, стиснута з боків, вкрита великими правильними щитками. Тулуб має циліндричну форму, його вкрито гладенькою, черепицеподібною лускою. Ніздрі розташовані на бічній поверхні голови, на відміну від інших морських змій. Хвіст широкий, помірно довгий, дуже плаский.
Забарвлення синювате, по якому уздовж проходять чорні або коричневі смуги. Досить часто зустрічаються меланісти.

## Спосіб життя
Практично усе життя проводять у морській воді. Зустрічають поблизу рифів, атолів. Харчуються муренами, вуграми, рибою, крабами, кальмарами.
Отрута цих змій досить небезпечна для людини. Загалом морські крайти неагресивні змії, окрім періоду парування.
Це яйцекладні змії. Самиця відкладає у щілинах до 20 яєць.

## Розповсюдження
Мешкають у західній частині Тихого та східній частині Індійського океанів.

## Види
- Laticauda colubrina
- Laticauda crockeri
- Laticauda frontalis
- Laticauda guineai
- Laticauda laticaudata
- Laticauda saintgironsi